# Cá nóc ba răng
Cá nóc ba răng, tên khoa học Triodon macropterus, là một loài cá nóc, các loài còn sống duy nhất trong chi Triodon và họ Triodontidae. Các thành viên khác trong họ được biết đến từ các hóa thạch kéo dài trở lại Eocene.
Nó có nguồn gốc ở Ấn Độ Dương-Thái Bình Dương, nơi nó được tìm thấy ở độ sâu đến 300 mét (980 ft). Tên của nó xuất phát từ tiếng Hy Lạp Tria có nghĩa là "ba" và odous có nghĩa là "răng", và đề cập đến ba răng hợp nhất tạo nên một cấu trúc mỏ.
Nó đạt chiều dài tối đa 54 cm (21 in). Nó có hình dạng đặc biệt, với một nắp bụng lớn bằng hoặc lớn hơn cơ thể của nó, nó bơm phồng với nước biển khi bị đe dọa.

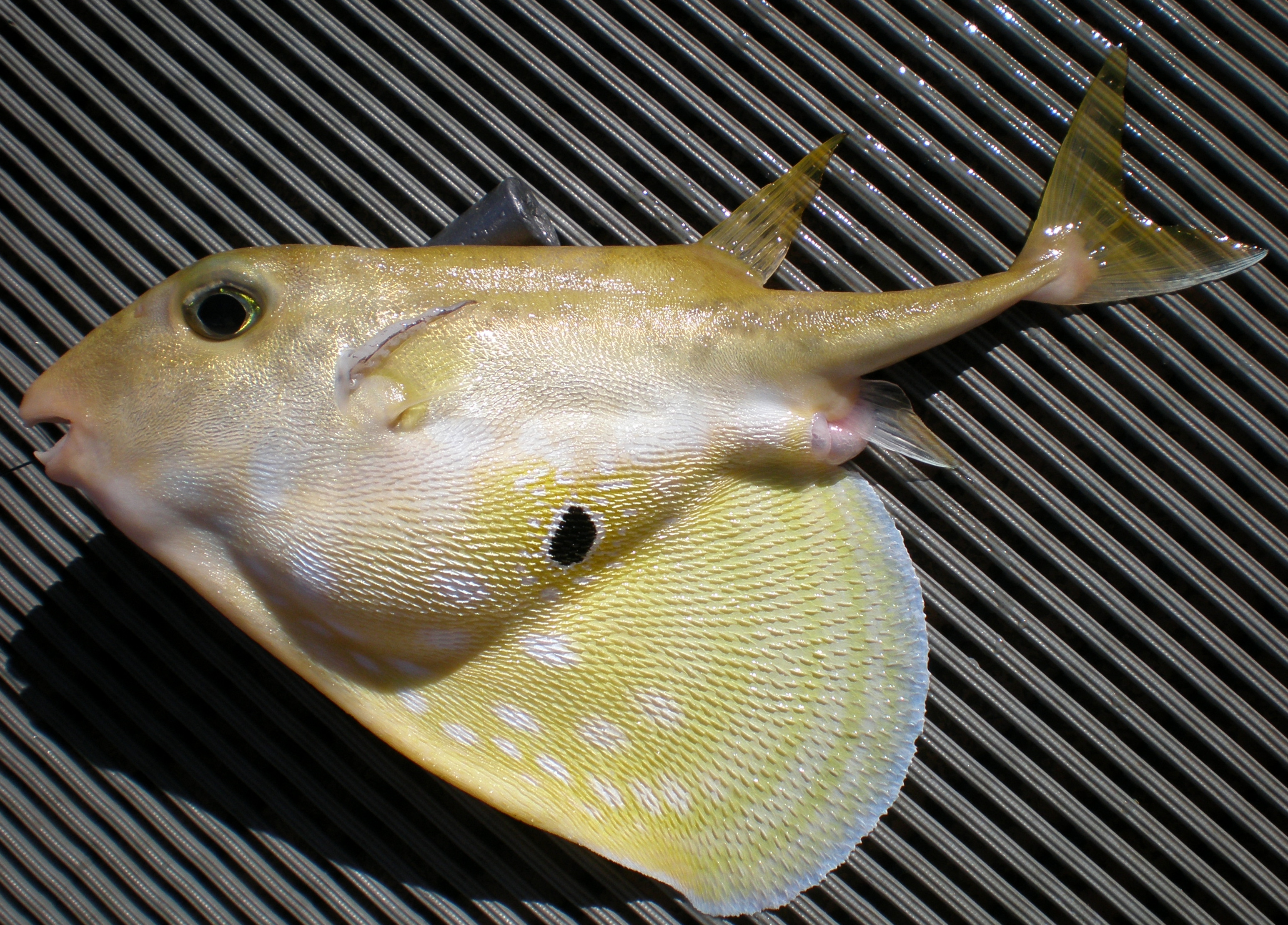
Mẩu vật sống, nửa nắp bụng mở rộng
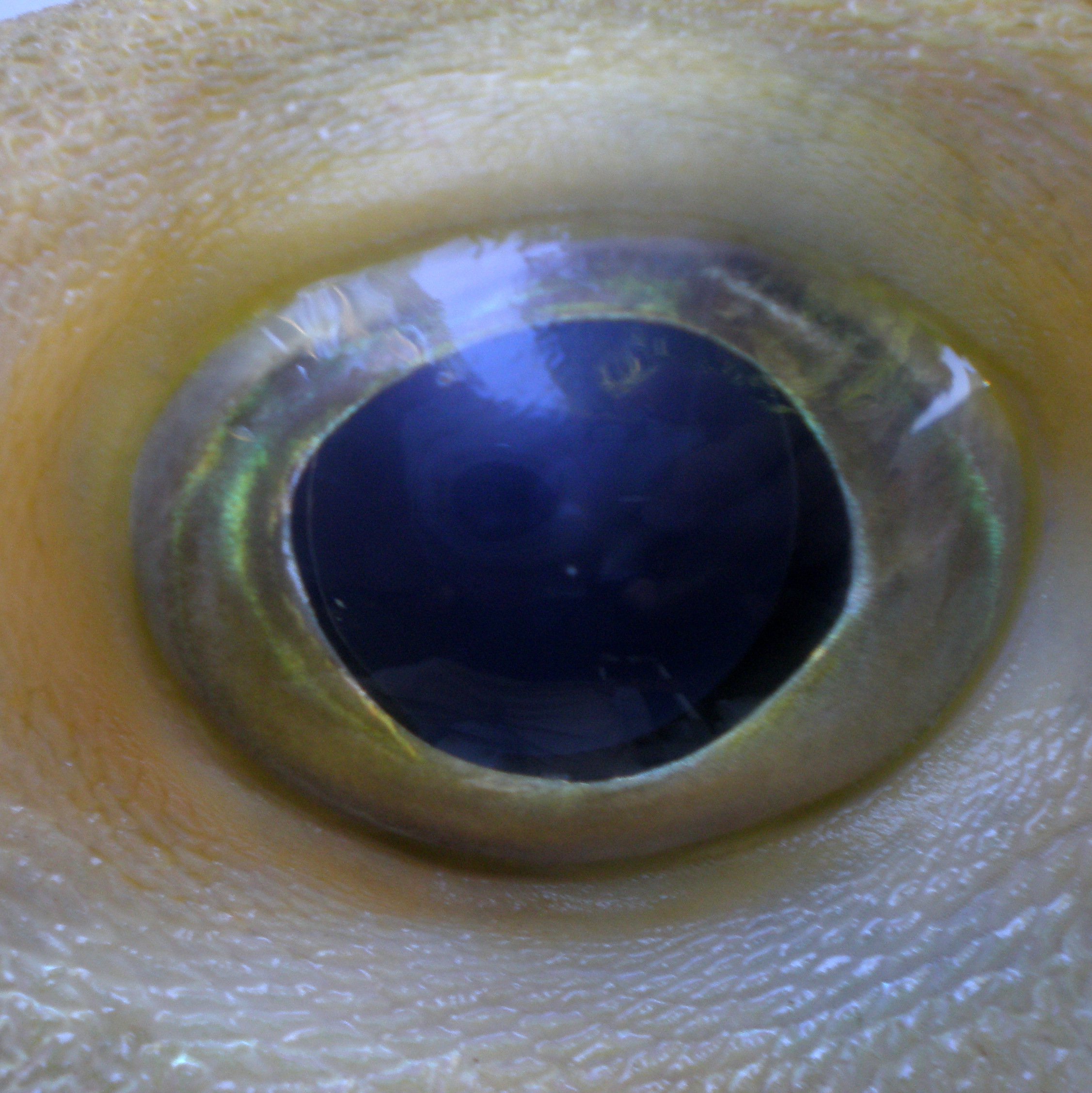
Mắt
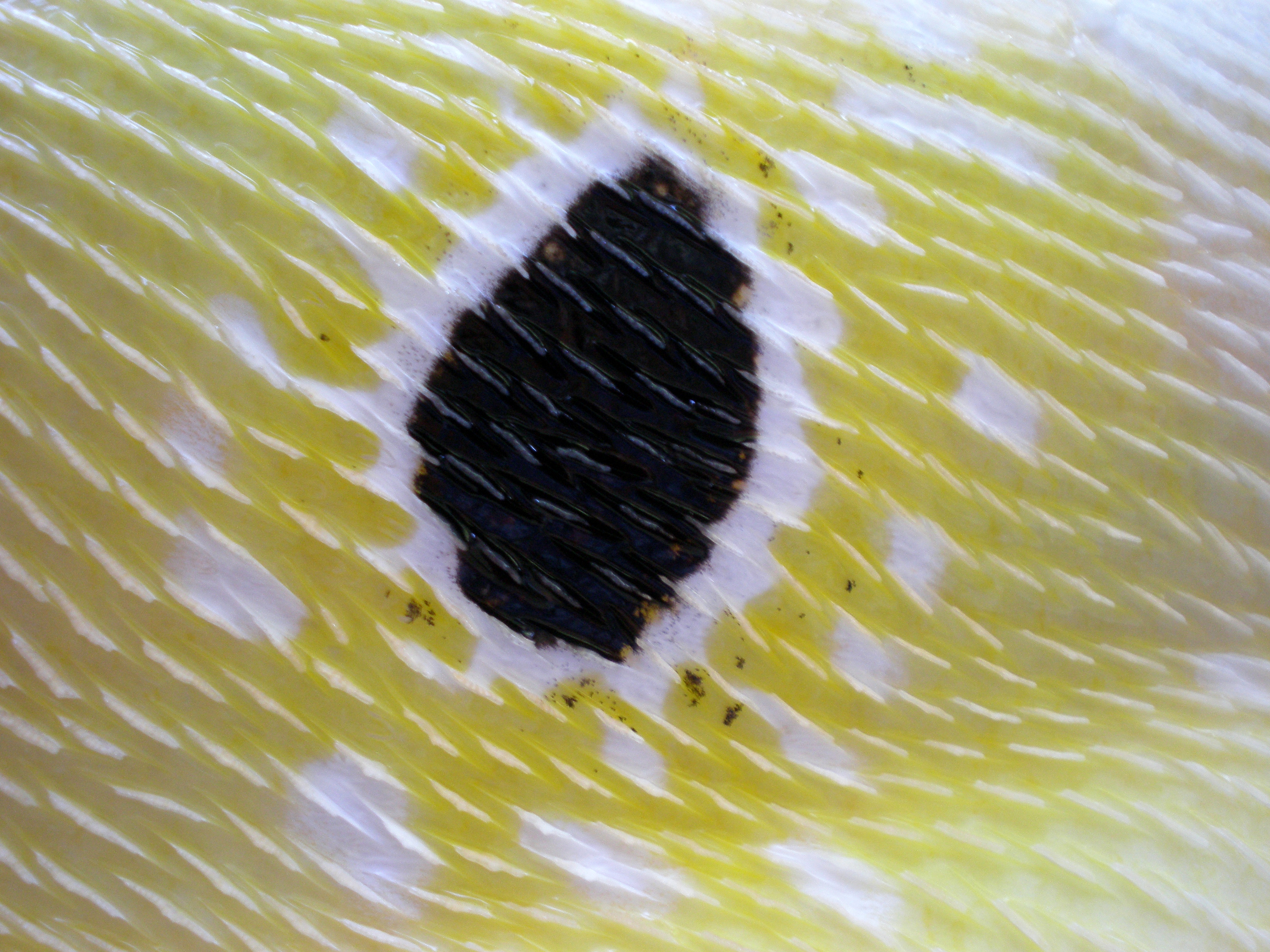
Eye-looking lateral black spot
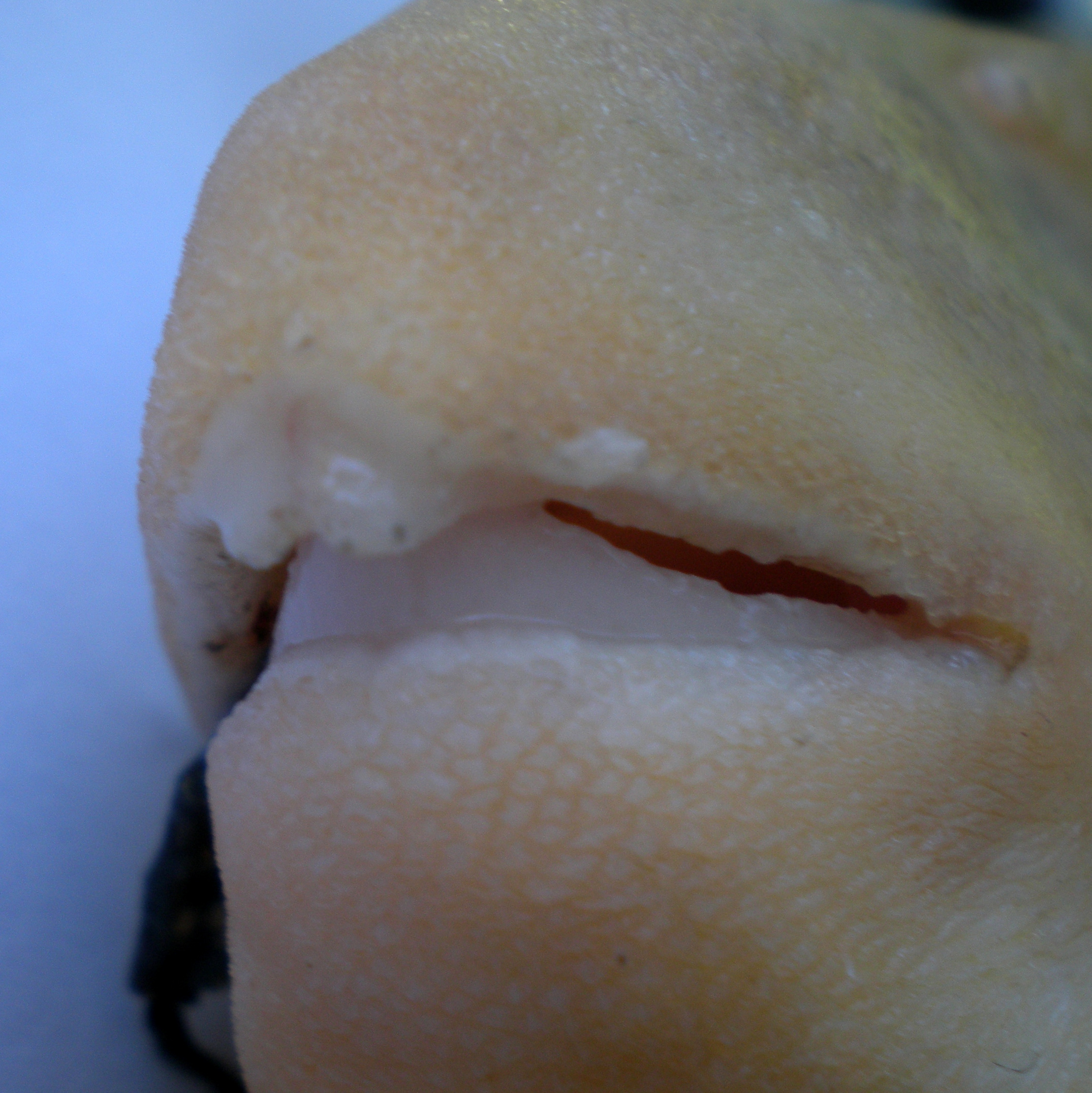
Răng
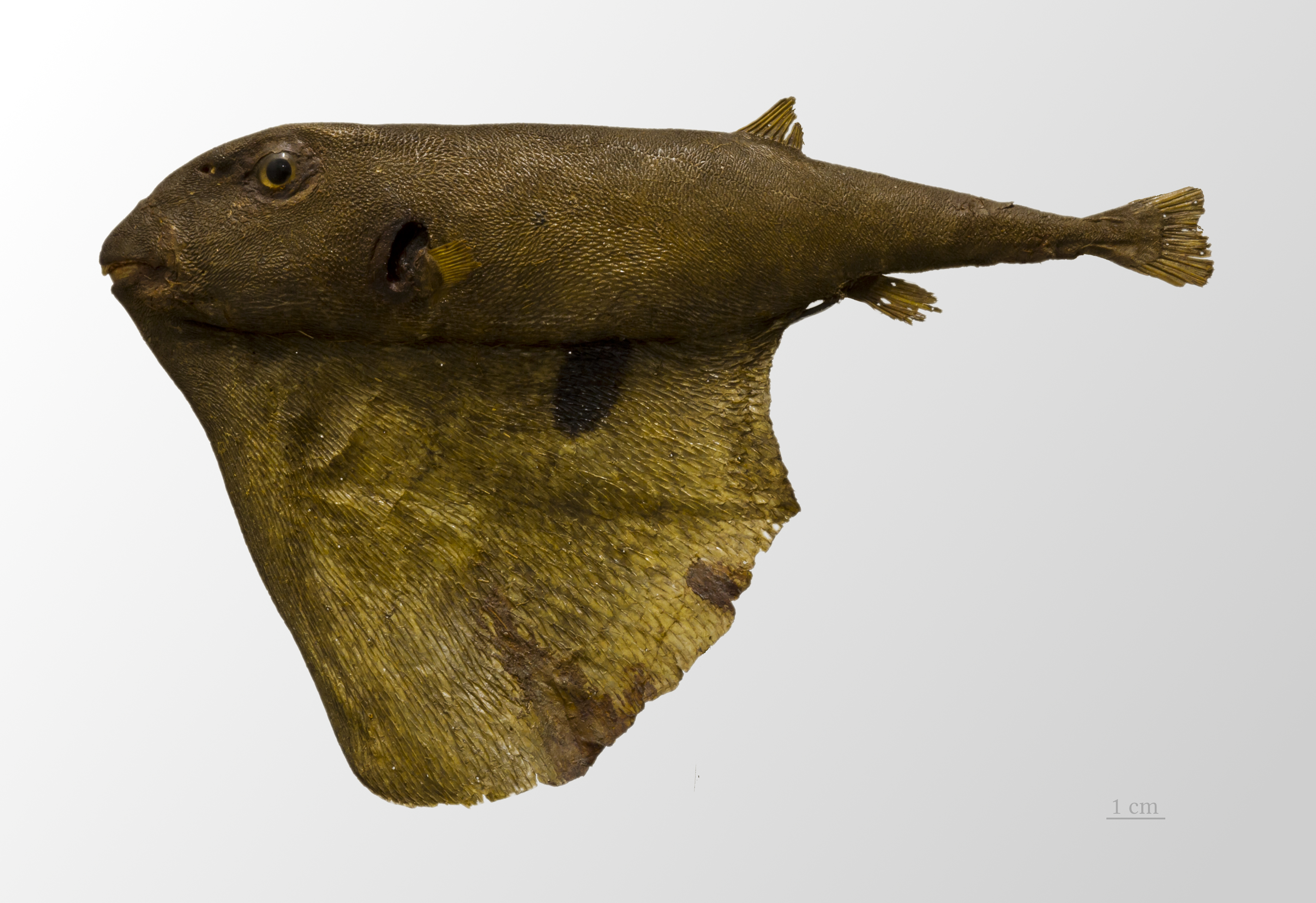
Mẫu vật bảo tàng
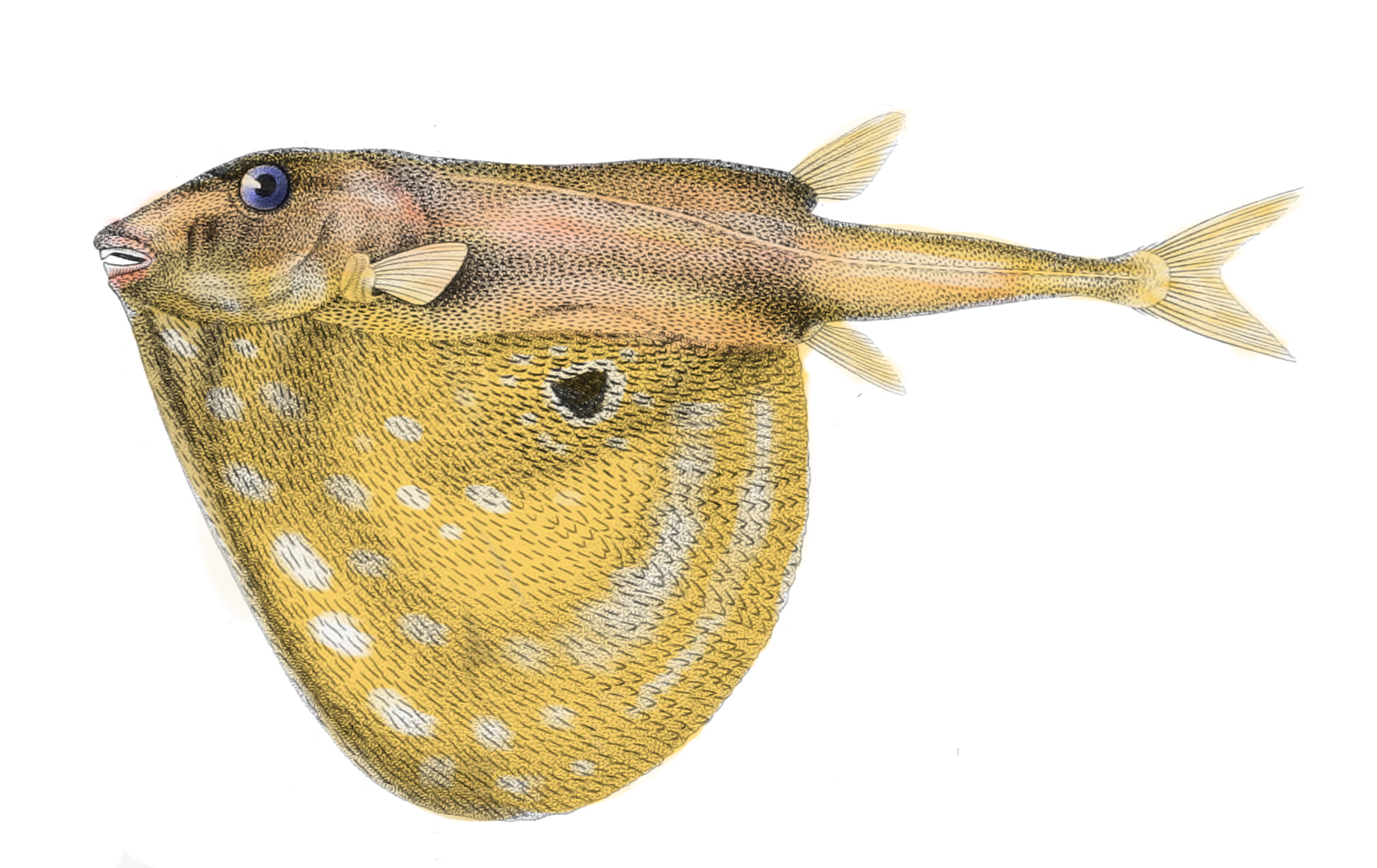
Vẽ bởi Cuvier